# 가미이소정
가미이소정(일본어: 上磯町)은 일본 홋카이도 오시마 지청 중부에 있던 정이다.
2005년 2월 28일에 합병 조인식을 가진뒤 2006년 2월 1일에 합병되었다. 

## 지리
오시마 지청 관내 중부에 위치.남서부는 평야로 하코다테만에 접해 있으며, 오노가와 강 하구가 있다. 서부는 산악지대. 해안부를 국도 228호, 에사시선이 지나간다.

## 역사
- 1900년 7월 1일 - 5촌이 합병해. 1급정촌제 시행으로 가미이소촌이 되었다.
- 1918년 1월 1일 - 정으로 승격해, 가미이소정이 되었다.
- 1955년 4월 1일 - 가미이소군 모베쓰촌을 편입하였다.
- 2006년 2월 1일 - 가메다군 오노정과 합병해, 호쿠토시가 되었다.

## 교통

### 철도
- 홋카이도 여객철도
  - 에사시선

### 도로
- 국도 227호선
- 국도 228호선